# Anaulacomera invisa
Anaulacomera invisa är en insektsart som beskrevs av Morgan Hebard 1927. Anaulacomera invisa ingår i släktet Anaulacomera och familjen vårtbitare. Inga underarter finns listade i Catalogue of Life.